# یادبود ملی صحرای سونورا
یادبود ملی صحرای سونورا (Sonoran Desert National Monument) یک پارک ملی در ایالت آریزونا در آمریکا در بیابان سونورا است.

## نگارخانه

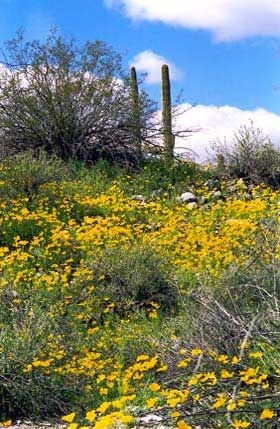
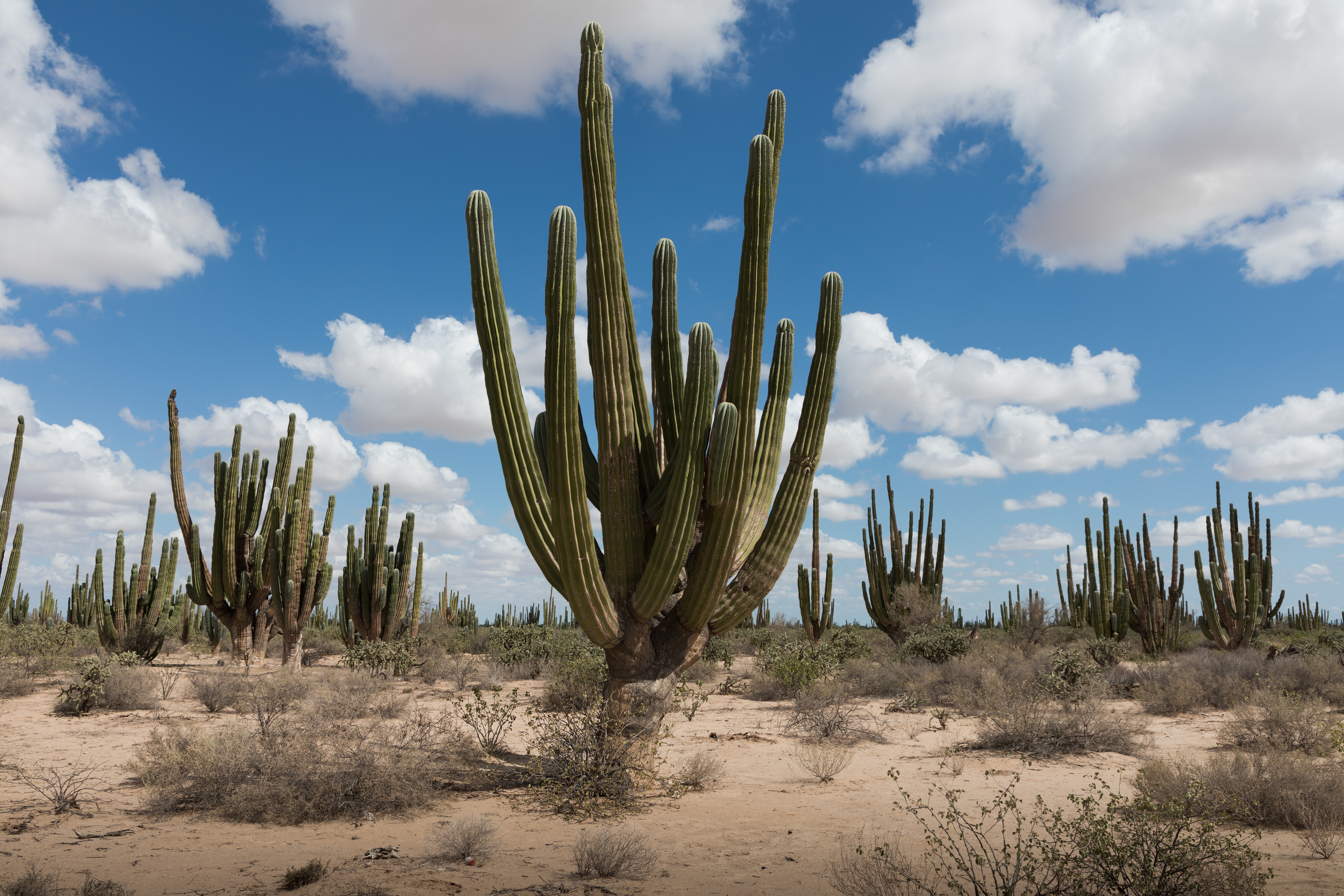